# Якушев Віктор Прохорович
Віктор Прохорович Якушев (нар. 17 листопада 1937, Москва, СРСР — пом. 6 липня 2001, Москва, Росія) — радянський хокеїст, центральний нападник. Олімпійський чемпіон. Заслужений майстер спорту (1963).

## Спортивна кар'єра
Виступав за московський «Локомотив». Більшу частину ігрової кар'єри грав в одній ланці з Віктором Циплаковим і Миколою Снєтковим (потім — Валентином Козіним). Найвідоміший гравець в історії команди.
У вищій лізі провів приблизно 400 матчів, закинув 162 шайби. Всього в чемпіонатах СРСР зіграв понад 800 ігор і забив близько 250 голів. Кращий бомбардир чемпіонату СРСР 1958/59 — 21 закинута шайба. Єдиний хокеїст, який відіграв в одному радянському клубі 25 сезонів.
У складі національної команди дебютував 1 січня 1959 року. Товариська гра у Нью-Йорку проти збірної США завершилася внічию з рахунком 5:5. Якушев відзначився у першому матчі голом.
Учасник хокейних турнірів на Олімпіадах в Скво-Веллі та Інсбруку і чемпіонатів світу 1959—1961, 1963—1967. У різні роки, його партнерами по лінії нападу були Євген Грошев, Юрій Крилов, Станіслав Петухов, Веніамін Александров, Олександр Альметов, Анатолій Фірсов, Леонід Волков, В'ячеслав Старшинов і Борис Майоров. Був обраний до символічної збірної на Олімпіаді-1964. На Олімпійських іграх і чемпіонатах світу провів 57 матчів, набрав 61 очко (30+31). Всього в складі збірної СРСР провів 134 матчі, 50 голів.
До списку «34 кращих хокеїстів СРСР» обирався вісім разів (1959—1962, 1965—1968) і двічі до символічної збірної (1964, 1965). Входить до списку «100 бомбардирів чемпіонату СРСР».
Працював помічником Віктора Циплакова у «Локомотиві». Вісім років був тренером у дитячо-юнацькій спортивній школі. Нагороджений орденами Трудового Червоного Прапора (1965) і Дружби (1996).
За версією інтернет-видання «Sports.ru» входить до символічної збірної «Локомотива» всіх часів: Бриков, Спіркін — Рижов, Козін — Якушев — Циплаков.

## Досягнення
- Олімпійські ігри

 Чемпіон (1): 1964
 Віце-чемпіон (1): 1960
- Чемпіонат світу

 Чемпіон (5): 1963, 1964, 1965, 1966, 1967
 Віце-чемпіон (1): 1959
 Третій призер (1): 1960, 1961
- Чемпіонат Європи

 Чемпіон (7): 1959, 1960, 1963, 1964, 1965, 1966, 1967
 Віце-чемпіон (1): 1961
- Чемпіонат СРСР

 Третій призер (1): 1961